# Shanzhai
Le terme mandarin shānzhài ou shānzhài (山寨, pinyin : shānzhài littéralement « village de montagne »), parfois orthographié shān zhài ou par erreur shanzai, désigne des contrefaçons ou des imitations grossières de produits de grandes marques par des artisans ou petites sociétés chinoises, particulièrement dans le domaine de l’électronique.
Le terme désigne à l'origine des habitats entourés d'une palissade de protection situés au milieu des forêts montagnardes, où sont censés vivre les rebelles comme les braves lǜlín (绿林军, lǜlín jūn) de la dynastie Xīn (新朝) (à comparer avec l'étymologie du terme brigand en français), ou les marginaux.
« Shānzhài » peut également, au sens étendu, désigner des sosies, des biens de faible qualité ou améliorés, ainsi que des parodies.
Un exemple d'entreprise dont la notoriété vient de la production de smartphones shanzhai est GooPhone, qui en 2012 a été reconnue pour avoir déposé un brevet pour le "Goophone i5", en fait une contrefaçon du iPhone 5.